# Eurhynchium myurum
Eurhynchium myurum là một loài Rêu trong họ Brachytheciaceae. Loài này được (Brid.) Dixon mô tả khoa học đầu tiên năm 1924.